# Réserve biologique dirigée de Malissard
Ne doit pas être confondu avec Réserve biologique intégrale de Malissard.
La réserve biologique dirigée de Malissard est une aire protégée de France ayant le statut de réserve biologique dirigée. Elle se trouve dans le centre du massif de la Chartreuse, sur le versant occidental de la crête des Lances de Malissard, en rive droite du ruisseau de Malissard, entourée sur trois côtés par la réserve biologique intégrale de Malissard. Elle mesure 3,0 hectares de superficie sur la commune de Saint-Pierre-d'Entremont en Isère, au sud du village éponyme.